# Neocautinella
Neocautinella neoterica és una espècie d'aranya araneomorfa de la subfamília Erigoninae, dins de la família Linyphiidae. És l'únic membre del gènere monotípic Neocautinella.
És un endemisme de Bolívia, el Perú, l'Equador i les illes Galápagos.
Fou descrit per primera vegada per L. L. Baert l'any 1990,